# Alvin Batiste
Alvin Batiste (New Orleans, 7 november 1932 – Baton Rouge, 6 mei 2007) was een Amerikaanse avant-garde jazzklarinettist. Hij gaf les aan zijn eigen jazzinstituut aan de Southern University in Baton Rouge, de hoofdstad van Louisiana.
Alvin Batiste is een lid van de Batiste-familie uit New Orleans. De grote stamboom bevat 25 muzikanten, waaronder Harold Battiste (AFO Records), Lionel Batiste, Russell Batiste Jr. en Jon Batiste (Stay Human).
Batiste was lid van het in New Orleans gevestigde American Jazz Quintet met Harold Battiste, Ed Blackwell en Ellis Marsalis. Zijn laatste album was Marsalis Music Honors Alvin Batiste een eerbetoon geproduceerd door Branford Marsalis met bijdragen van Russell Malone en Herlin Riley.
Verschillende bekende muzikanten studeerden bij Batiste aan de Southern University. Onder hen bevinden zich Branford Marsalis, Randy Jackson, zijn broer Herman, Donald Harrison, Henry Butler, Charlie Singleton (Cameo), Ronald Myers en Woodie Douglas (Spirit). Mike Esneault, een met een Emmy Award bekroonde componist, pianist en pedagoog, werd ook begeleid door Batiste. Verschillende leden van het Jazz at Lincoln Center Orchestra, zoals Reginald Veal, Wess "Warmdaddy" Anderson en Herlin Riley, waren discipelen van Batiste, van wie sommigen werden doorverwezen via Branford Marsalis. Jon Batiste noemde Alvin de klarinettist "die de afgelopen veertig jaar iedereen muziek uit New Orleans leerde."
Batiste stierf in Baton Rouge aan een hartaanval, 74 jaar oud, enkele uren voor hij zou optreden op het New Orleans Jazz & Heritage Festival.